# Berndt Otto II. von Stackelberg
Freiherr Berndt Otto II. von Stackelberg, auch der Jüngere (schwedisch Bernt Otto friherre Stackelberg; * 14. Mai 1703 in Reval; † 4. Juni 1787 in Stor-Heikkilä kungsgård), war ein schwedischer Feldmarschall.

## Leben

### Herkunft und Familie
Berndt Otto war Angehöriger der Barone von Stackelberg. Seine Eltern waren der schwedische Feldmarschall Berndt Otto I. von Stackelberg (1662–1734) und Margareta Elisabeth, geborene Freiin Maydell aus dem Hause Wredenhagen (1681–1767) Er vermählte sich 1731 in Stuttgart mit Sofia Henrietta Fredrika, geborene von Werkamp, gen. Alt-Barckhausen, verwitwete von Adlerflycht († 1733). Seine zweite Ehefrau wurde 1734 Amalia Elisabet Freiin von Ellrichshausen (1717–1778). Aus beiden Ehen sind insgesamt 19 Kinder hervorgegangen, darunter der schwedische Generalleutnant Bernt Fredrik Johan Stackelberg (1733–1801).
Berndt Otto der Jüngere wurde Stammvater aller schwedischen Stackelbergs.

### Werdegang
Stackelberg begann seine Laufbahn 1714 als Freiwilliger im schwedischen Tavastehussche Infanterieregiment und 1716 bei der Admiralität. Zwischenzeitlich zum Fähnrich avanciert, trat er als Leutnant in das hessische Leib-Grenadier-Regiment ein und wurde 1726 hessen-kasselscher Hofjunker. 1731 wurde er schwedischer Kammerherr und trat als Kapitän in das kaiserliche Regiment Alt-Württemberg ein. Er nahm mit diesem am Polnischen Thronfolgekrieg teil und wurde 1735 Kammerherr des Herzogs von Württemberg. Auch im Österreichisch-Russischen Türkenkrieg focht er mit diesem Regiment und erhielt schließlich 1738 seine Beförderung zum Oberstleutnant. Mit diesem Rang wechselte er 1739 in dänische Dienste zum 3. Jütländischen Regiment und nahm 1746 seinen Abschied. Nun begab er sich zurück in schwedische Dienste und in das Infanterieregiment in Åbo ein. 1748 wurde er Ritter des Schwertordens und avancierte 1749 zum Oberst. Er nahm am Siebenjährigen Krieg teil. Sein Aufstieg zum Generalmajor erfolgte 1760, der zum Generalleutnant 1770. Als Oberbefehlshaber aller Truppen in Finnland stand er seit 1776 in der Verantwortung, was er bis 1780 auch blieb. Sein Regiment verließ er 1777 und avancierte 1778 zum Feldmarschall.